# Karl Neukirch
Karl Neukirch (ur. 3 listopada 1864 w Berlinie, zm. 26 czerwca 1941 tamże) – niemiecki gimnastyk. 

## Kariera sportowa
Wystąpił na Letnich Igrzyskach Olimpijskich w 1896 roku. Zdobył dwa złote medale: w kategorii ćwiczenia na drążku drużynowo oraz w ćwiczeniach na poręczach drużynowo.